# Toungou (Cameroun)
Pour les articles homonymes, voir Toungou.
Toungou est un village situé dans la région de l'Est du Cameroun. Il dépend du département du Lom-et-Djérem et de la commune de Mandjou (le village se trouvant à un kilomètre de Mandjou).

## Population
Lors du recensement de 2005, on y dénombrait 865 personnes.
En mai 2018, Toungou comptait 3 310 habitants.